# Sterling and Francine Clark Art Institute
Sterling and Francine Clark Art Institute (w skrócie The Clark) – muzeum sztuki oraz instytut naukowo-badawczy w Williamstown. Posiada w swych zbiorach wyjątkowe dzieła sztuki europejskiej i amerykańskiej (malarstwo i rzeźba), zbiory grafiki i rysunku, angielskich wyrobów ze srebra i porcelany, oraz wczesnych fotografii. Najbardziej znane jest z kolekcji obrazów francuskich impresjonistów. Przy muzeum działa też biblioteka specjalizująca się w historii sztuki i centrum konserwacji dzieł sztuki Williamstown Art Conservation Center.

## Historia
Muzeum założyli małżonkowie Sterling i Francine Clarkowie. Robert Sterling Clark (1877–1956), z wykształcenia inżynier, po zakończeniu kariery wojskowej w 1910 osiedlił się w Paryżu, gdzie rozpoczął kolekcjonowanie dzieł sztuki, którą to pasję odziedziczył po rodzicach.
W 1912 dokonał pierwszych zakupów: Pejzaż leśny z zagrodą w stylu Meinderta Hobbemy, Widok na wybrzeże morskie pędzla następcy Jacoba van Ruisdaela i Portret mężczyzny Hyacinthe’a Rigauda. W tym czasie Clark interesował się zwłaszcza malarstwem włoskim, holenderskim i flamandzkim, a poza tym wyrobami ze srebra, grafiką, ilustrowanymi książkami oraz rysunkami, których kolekcjonowanie rozpoczął od Chrystusa, który znalazł śpiących apostołów Rembrandta. Zakupił też prace niektórych swoich ulubionych artystów: Sargenta, Homera, Degasa i Renoira.
W 1919 Clark ożenił się z francuską aktorką Francine Clary (1876–1960), która podzielała jego kolekcjonerskie zainteresowania. Oboje zgromadzili znaczącą kolekcję obrazów, rysunków, grafiki, sreber, porcelany i rzeźb. Głównym punktem ich zbiorów stało się malarstwo francuskie drugiej połowy XIX w. Zakres chronologiczny zgromadzonych dzieł to XIV/XV wiek do końca XIX w. Nie ma natomiast prac powstałych w XX w. Kolekcja Clarków zachowała przez cały czas charakter wyłącznie prywatny.
W miarę powiększania się zbiorów Clarkowie zaczęli planować budowę siedziby dla ich przechowywania. Najpierw miała ona powstać w Copperstown koło Nowego Jorku, a następnie (1946) na Manhattanie. Na jesieni 1949 ich wybór padł na miejscowość Williamstown w stanie Massachusetts. 14 marca 1950 Clarkowie podpisali akt założycielski Sterling and Francine Clark Art Institute.

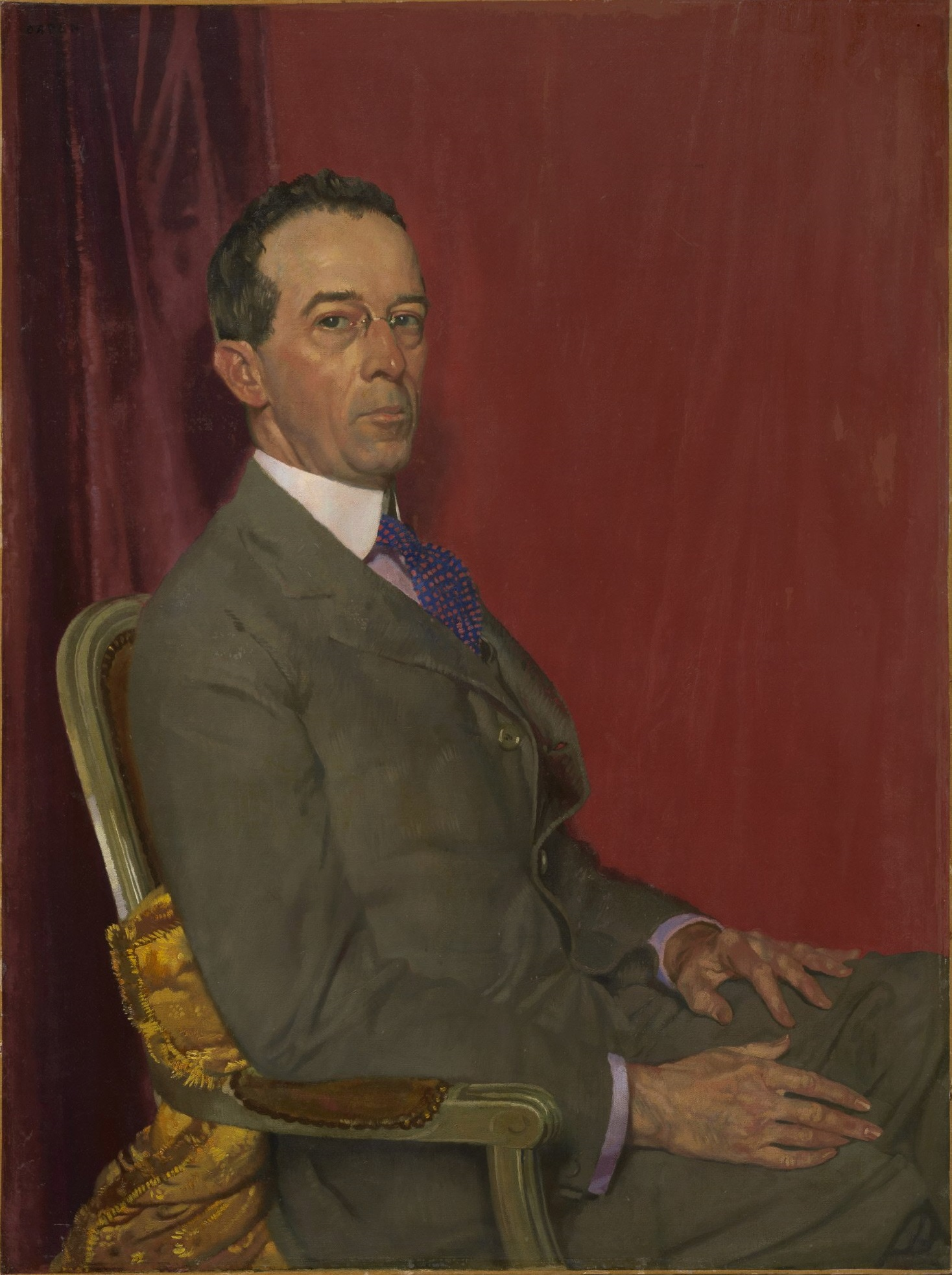
Robert Sterling Clark – portret pędzla Williama Orpena (1921–1922)

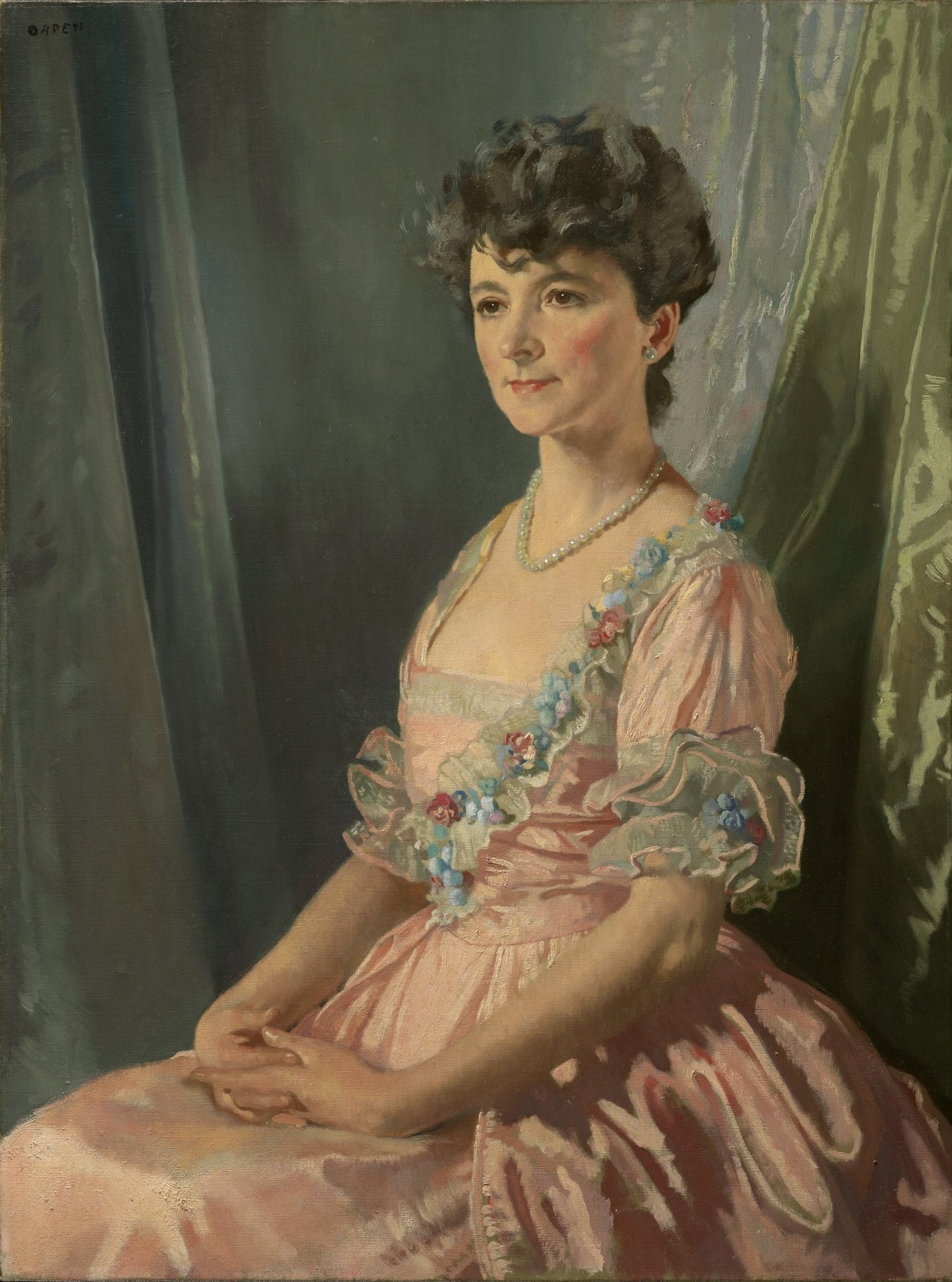
Francine Clark – portret pędzla Williama Orpena (1921–1922)

W 1952 rozpoczęto wznoszenie budynku muzeum według projektu architekta Daniela Perry. W 1955 muzeum oddano do użytku. Pierwszym dyrektorem placówki został Peter Guille. Do dyspozycji zwiedzających były początkowo tylko dwie galerie, a większość zbiorów była niedostępna; Clark udostępniał je stopniowo, poprzez kolejne wystawy.
W 1960 rozpoczęły się istotne zmiany w życiu placówki. Po śmierci Francine Clark w kwietniu muzeum pozyskało dodatkowy kapitał, dzięki któremu mogło myśleć zarówno o nowych nabytkach, jak i specjalnych inicjatywach programowych. W pobliskim Williams College utworzono stanowisko profesora dla The Clark (Clark Professorship), co przyciągnęło doń historyków, służących radą i pomocą muzeum, przy którym rozpoczęto organizowanie centrum naukowo-badawczego. Postanowiono uruchomić dwuletnie studium historii sztuki.
W 1964 roku The Clark otworzył własną bibliotekę, dziś jedną z najlepszych bibliotek historii sztuki w Ameryce Północnej. Na potrzeby biblioteki zakupiono zbiory bibliograficzne historyka sztuki, W.R. Juynbolla; jej zasoby zasiliła ponadto darowizna fundacji Robert Sterling Clark Foundation z Nowego Jorku. Istnienie biblioteki było niezbędnym wymogiem dla uruchomienia planowanego programu edukacyjnego, który zainaugurowano w 1972. Program ten był i jest współfinansowany przez Williams College i Sterling and Francine Clark Art Institute. W związku z rosnącymi potrzebami rozpoczęto budowę nowego budynku, którą ukończono w 1973. W zaprojektowanym przez firmę Pietro Belluschi and The Architects Collaborative gmachu ulokowano bibliotekę, pracownie, sale konferencyjne, galerie, biura i audytorium. W 1977 na terenie muzeum uruchomiono centrum konserwacji Williamstown Regional Art Conservation Laboratory (obecnie Williamstown Art Conservation Center), organizację non-profit poświęconą ochronie dzieł sztuki. W 1978 założono stowarzyszenie przyjaciół The Clark – Friends of the Clark. W latach 80. miały miejsce kolejne zakupy znaczących dzieł do kolekcji.
W 1996 rozbudowano nowy budynek, co pozwoliło na zorganizowanie wystaw specjalistycznych poświęconych Renoirowi, Sargentowi i Milletowi. Pod koniec lat 90. w muzeum pojawił się nowy dział – fotografia.
W 2001 przyjęto kompleksowy plan rozwoju i modernizacji całego kompleksu muzealno-przyrodniczego. Za jego wykonanie odpowiedzialny był japoński architekt Tadao Andō, oraz architekci krajobrazu ze spółki Reed Hilderbrand Associates. W 2008 oddano do użytku Stone Hill Center, nowy budynek (zaprojektowany przez Andō), przeznaczony między innymi na galerie i miejsca spotkań. Na czerwiec 2014 zaplanowano oddanie do użytku zmodernizowanego parku krajobrazowego.

## Zbiory
W kolekcji muzeum znajduje się ponad 8000 dzieł, obejmujących przeważnie europejskie i amerykańskie malarstwo i rzeźbę, prace na papierze, rzemiosło artystyczne od renesansu do początku XX w. Najbardziej znana część kolekcji to obrazy francuskich impresjonistów, ale na uwagę zasługuje też włoskie malarstwo renesansowe, zbiór angielskich wyrobów ze srebra, europejska porcelana, kolekcja rysunków i grafiki.

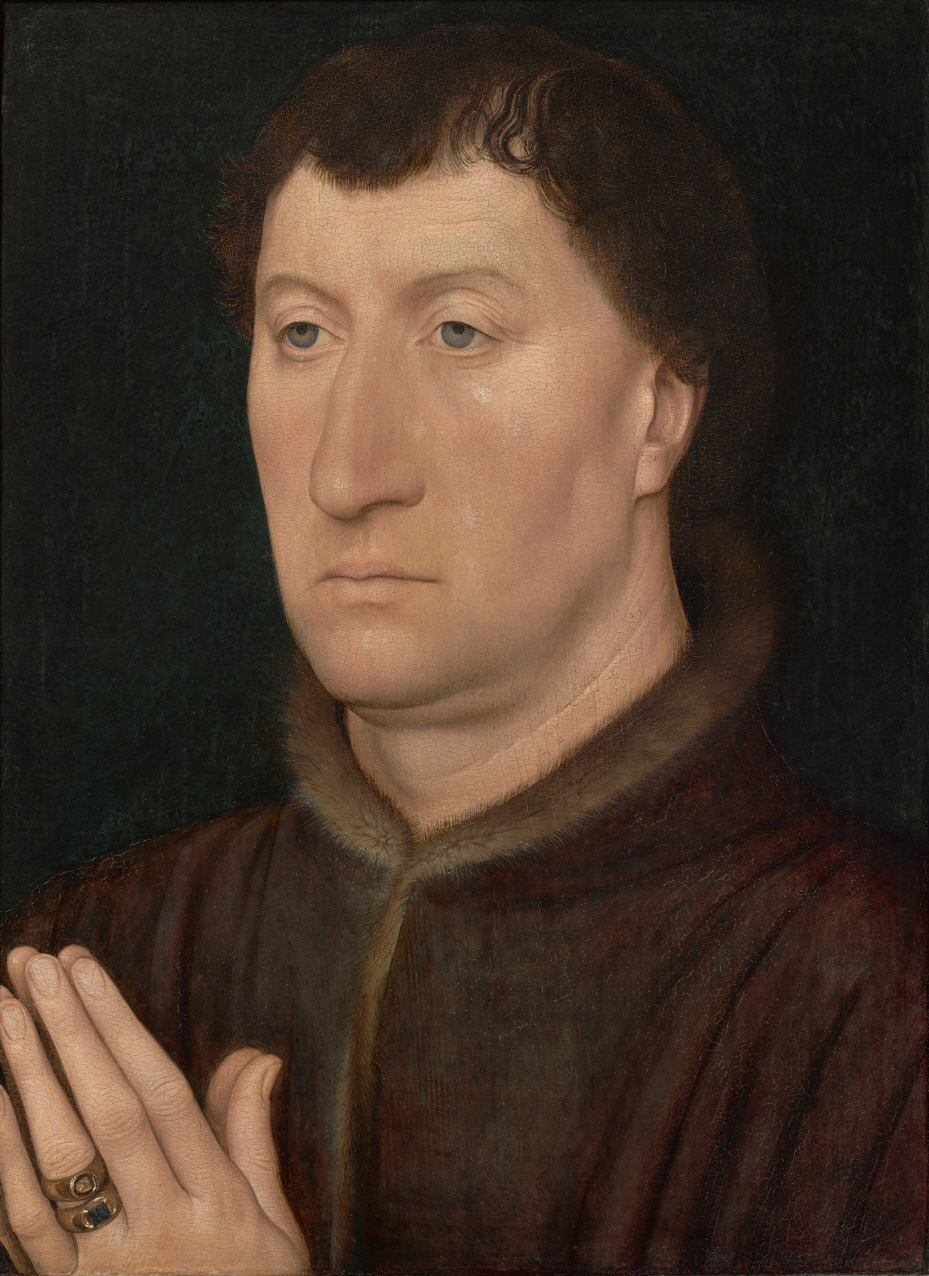
Hans Memling, Portret Gilles’a Joye’a, 1472
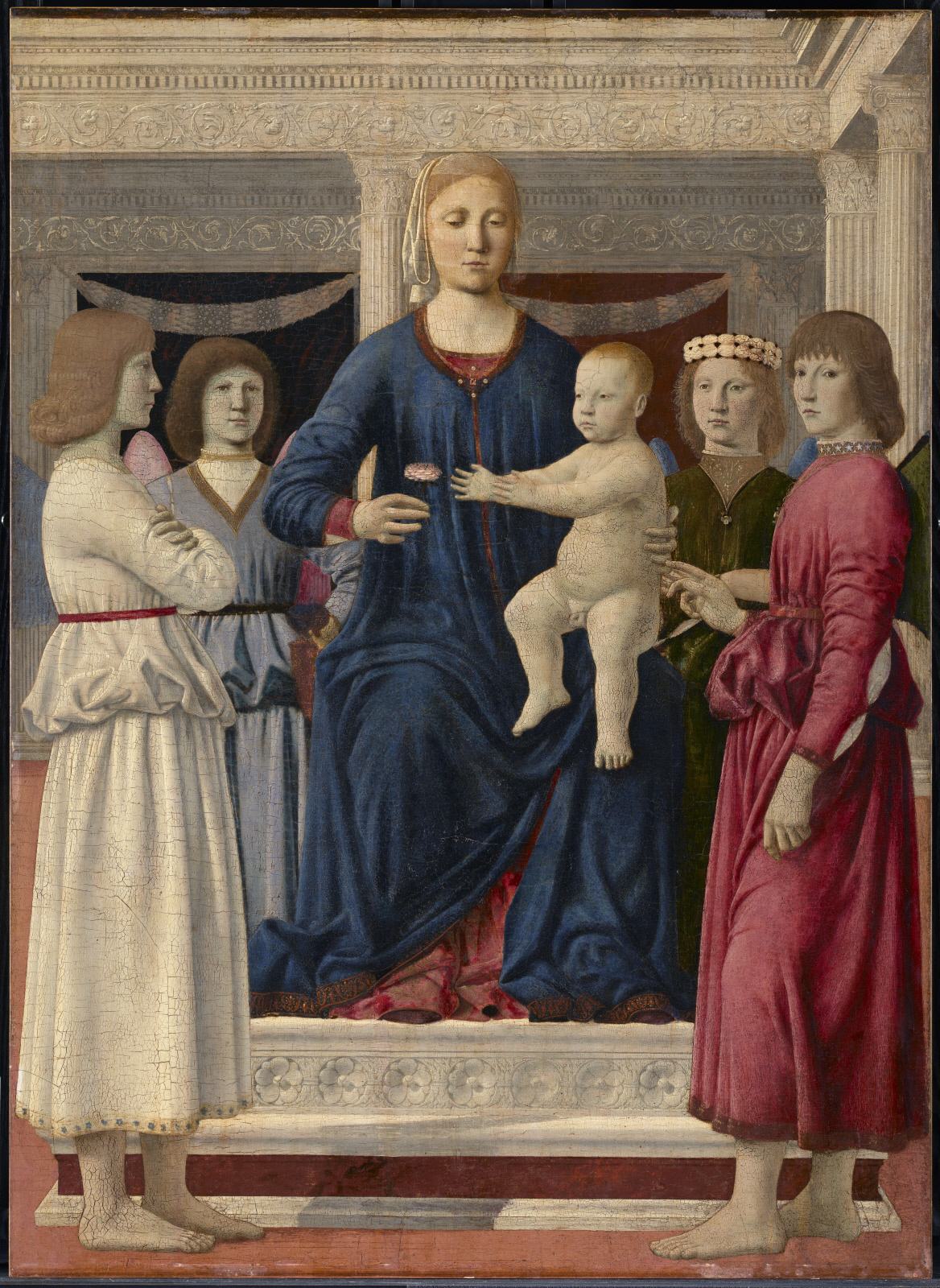
Piero della Francesca, Madonna z Dzieciątkiem i czterema aniołami, 1475–1482
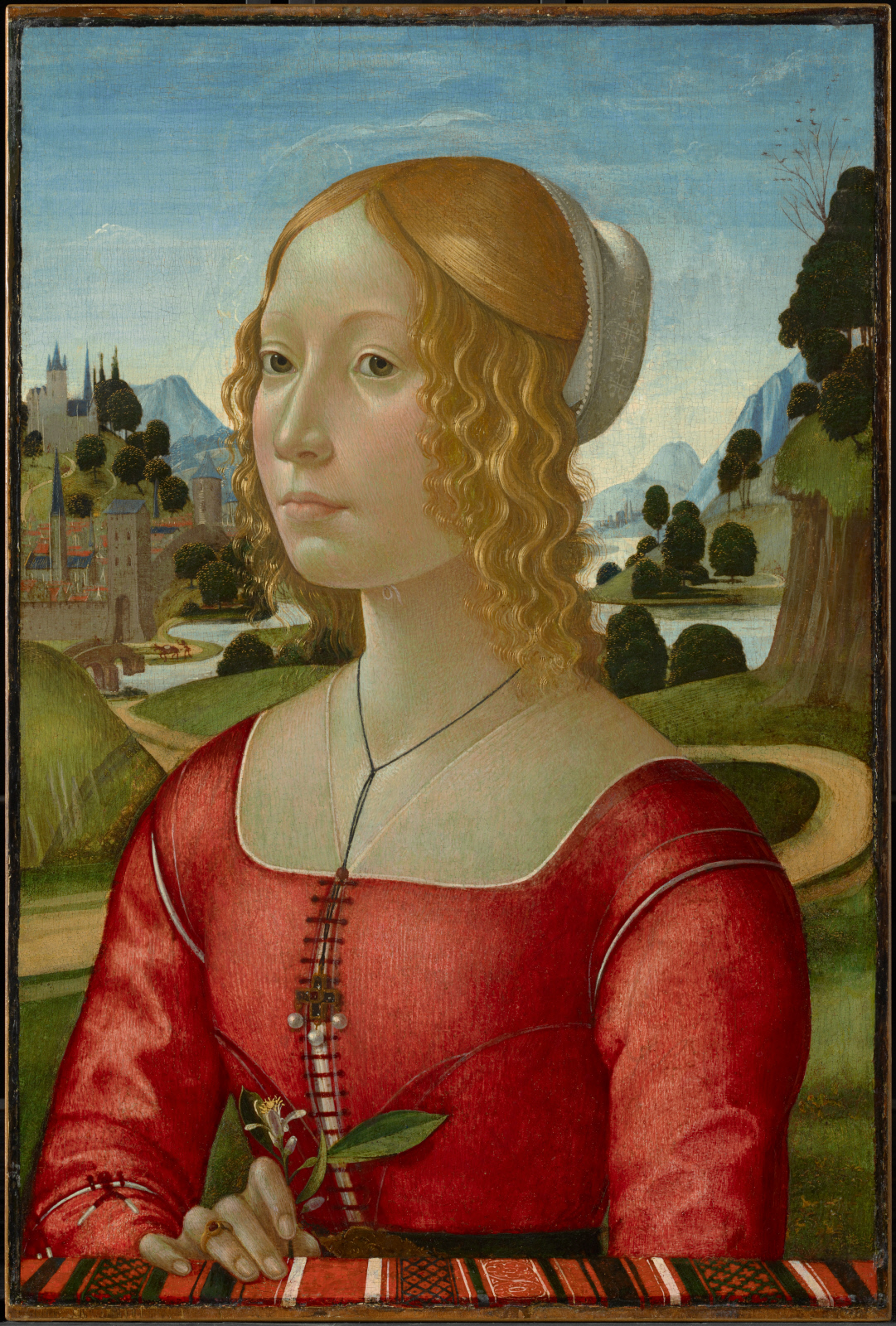
Domenico Ghirlandaio, Portret damy, ok. 1490
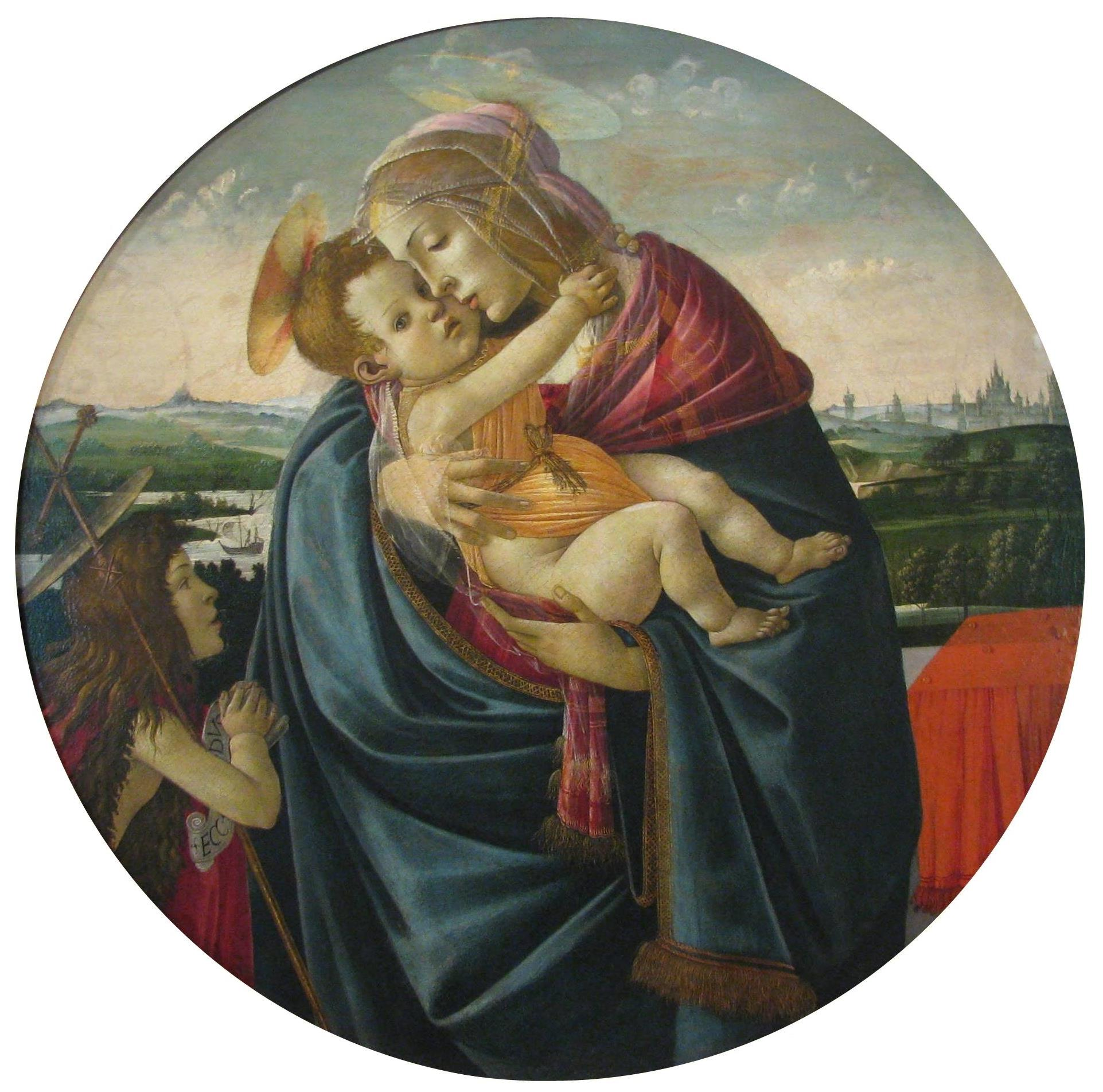
Sandro Botticelli i pracownia, Madonna z Dzieciątkiem i młodym św. Janem Chrzcicielem, ok. 1490–1500

Jean-Léon Gérôme, Targ niewolników, ok. 1866
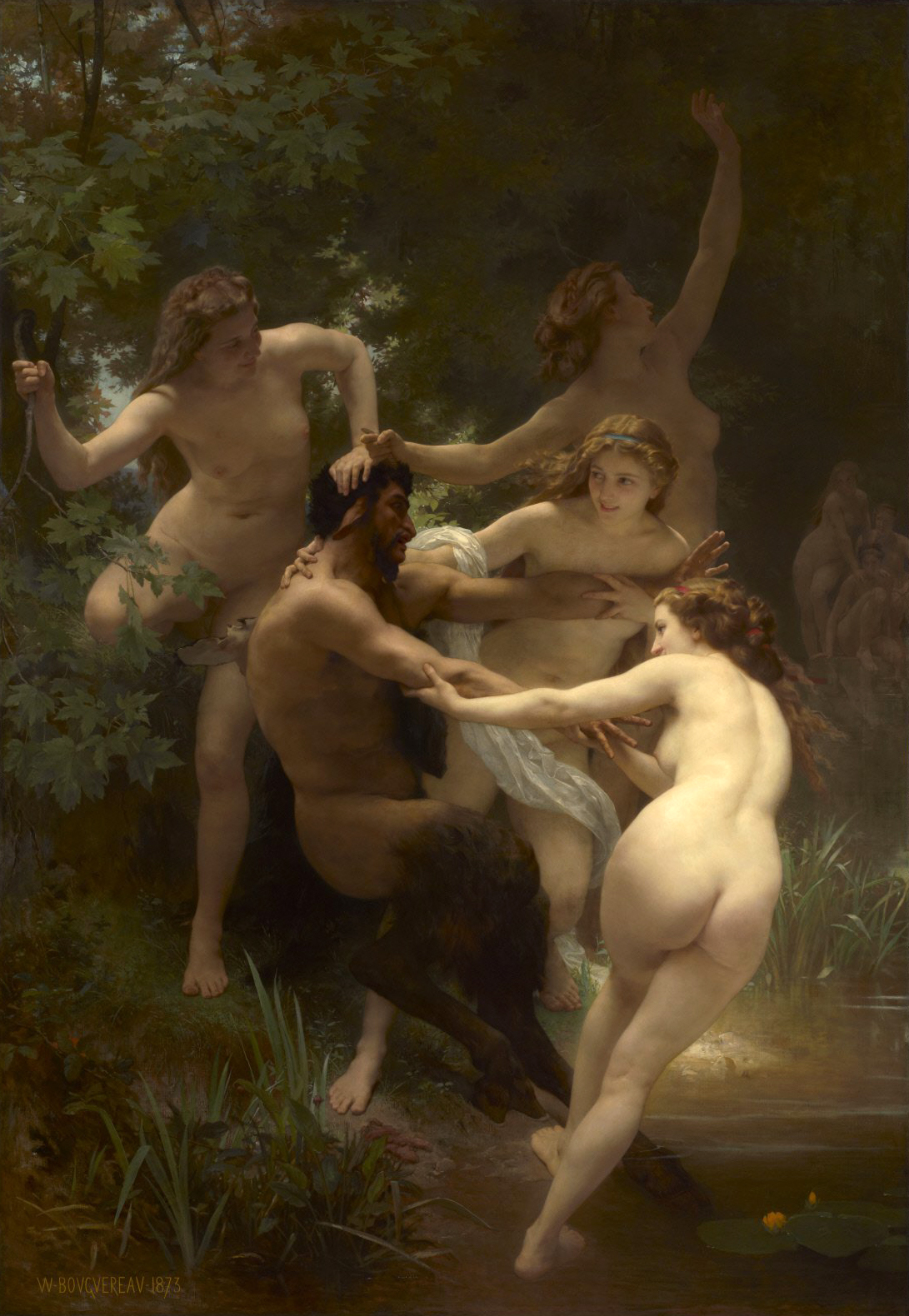
William-Adolphe Bouguereau, Nimfy i satyr, 1873
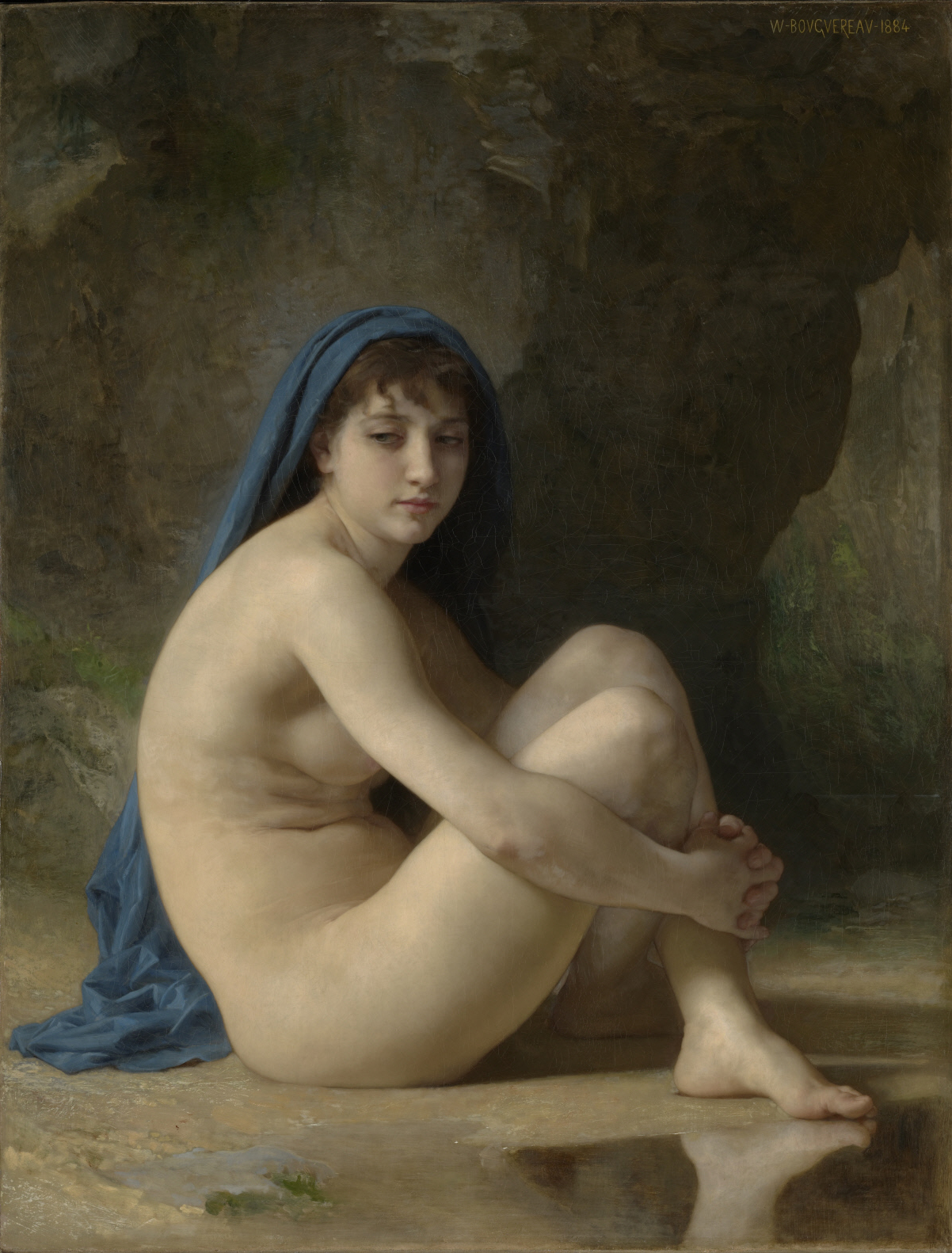
William-Adolphe Bouguereau, Akt siedzący, 1884

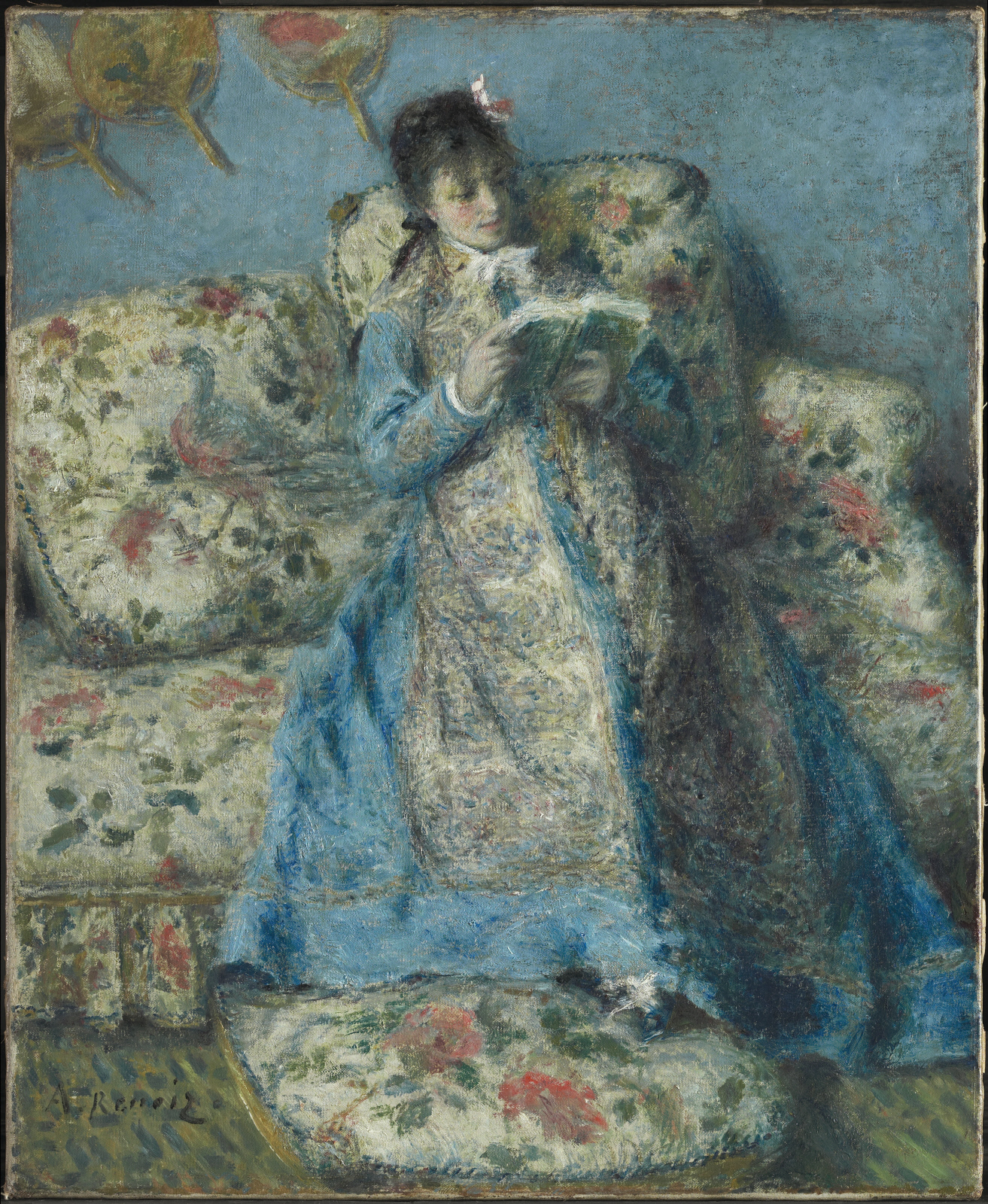
Auguste Renoir, Camille Monet czytająca, 1873
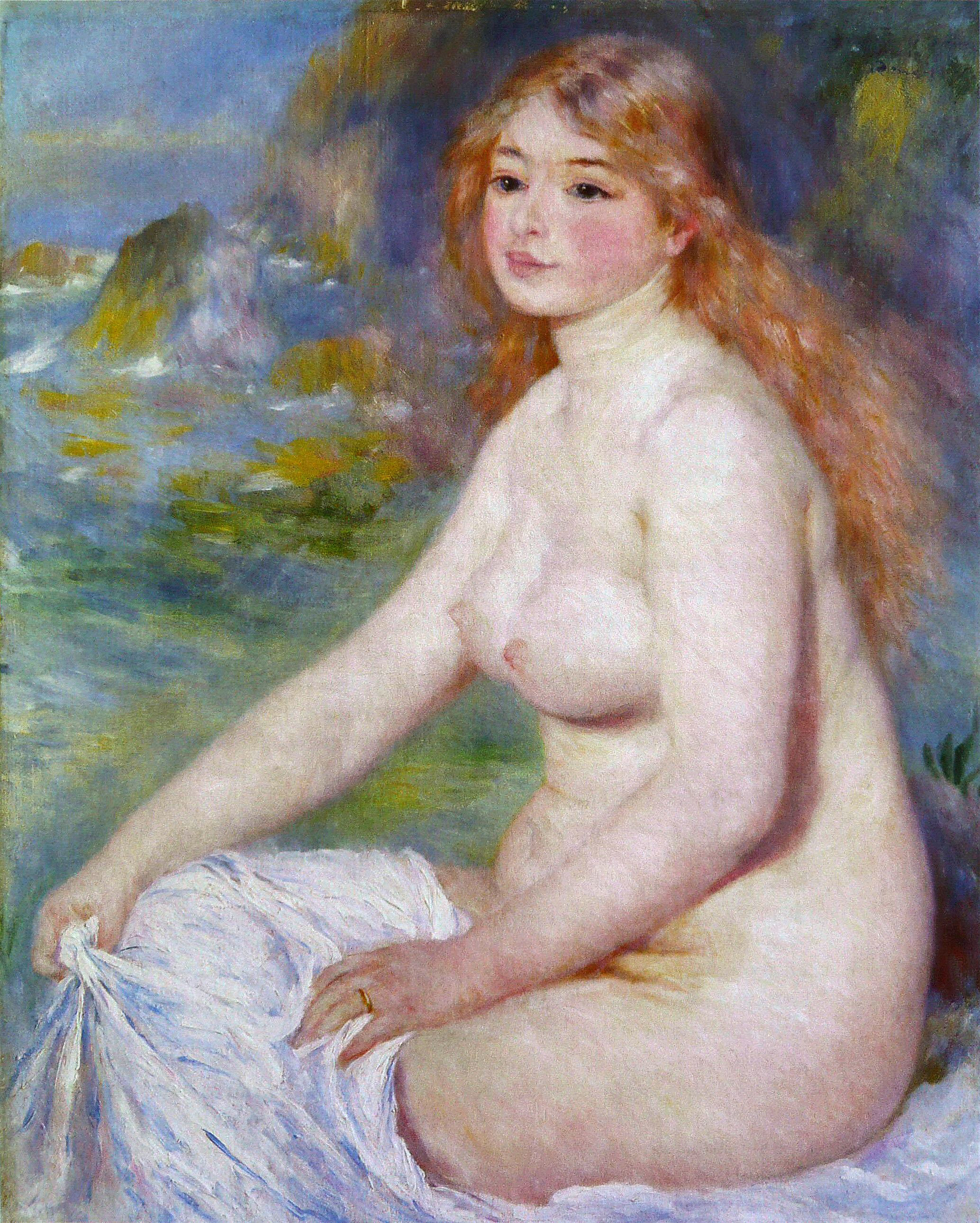
Auguste Renoir, Kąpiąca się blondynka, 1881
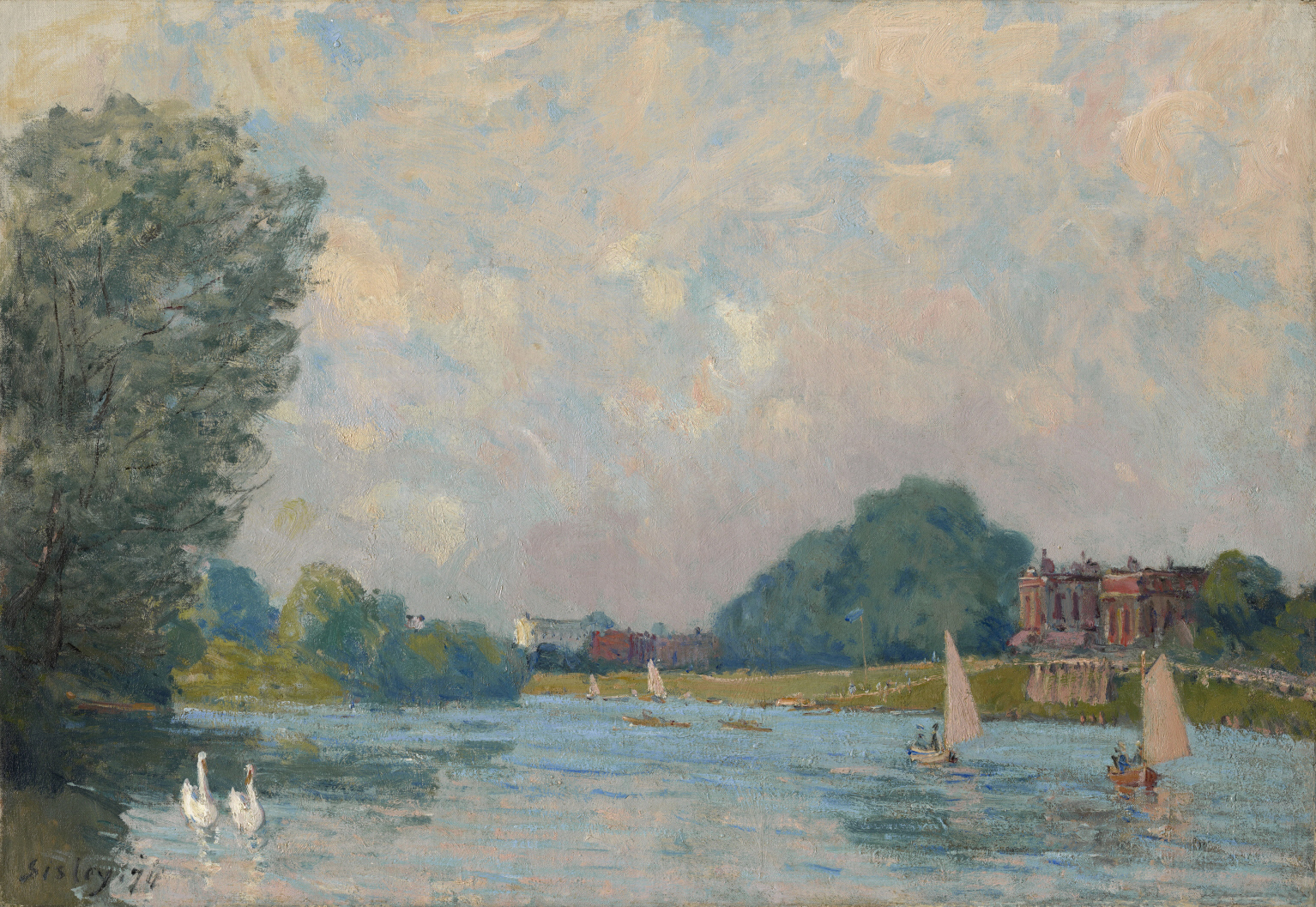
Alfred Sisley, Tamiza przy Hampton Court, 1874
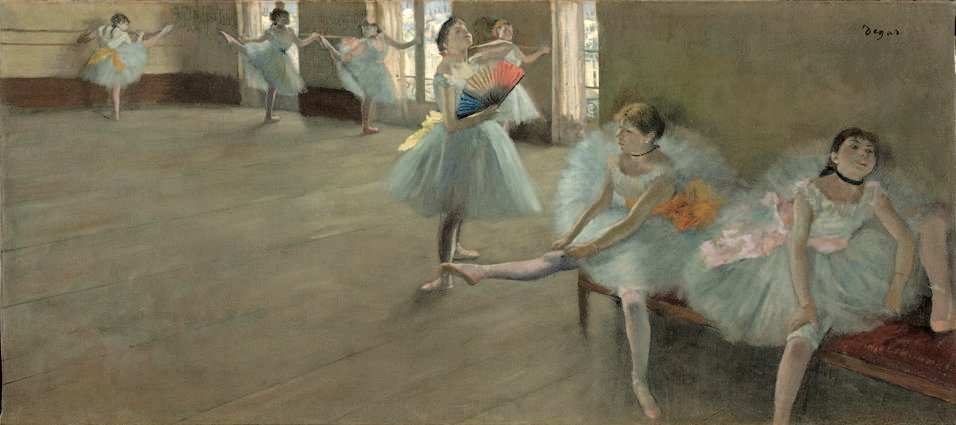
Edgar Degas, Dziewczęta w sali ćwiczeń, 1880
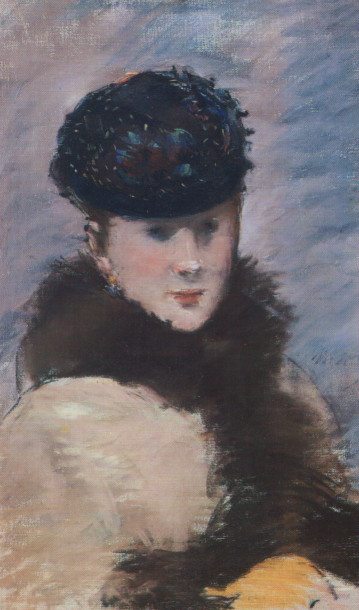
Édouard Manet, Mery Laurent w kapelusiku, 1882
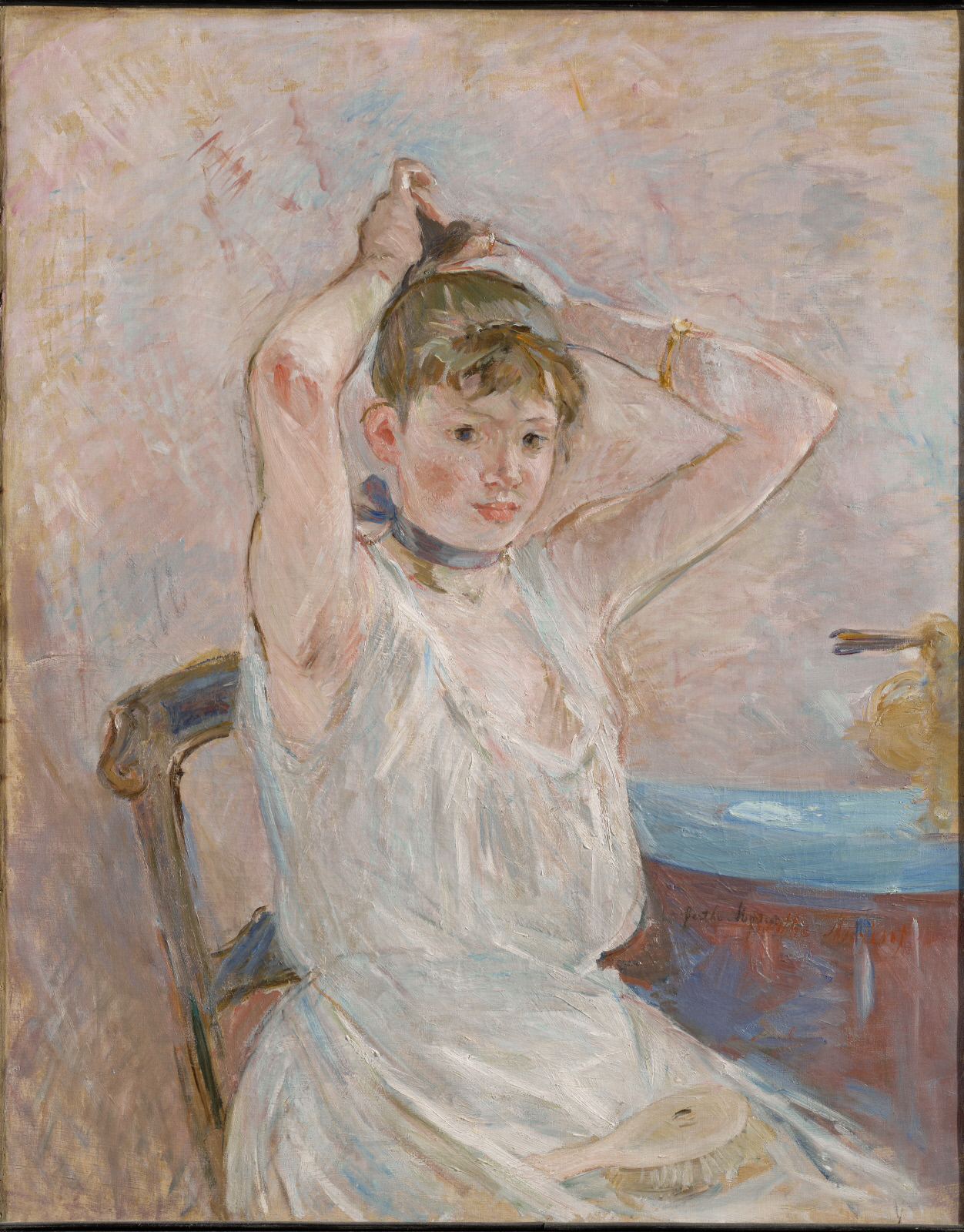
Berthe Morisot, Kąpiel (Dziewczyna upinająca włosy), 1885/1886
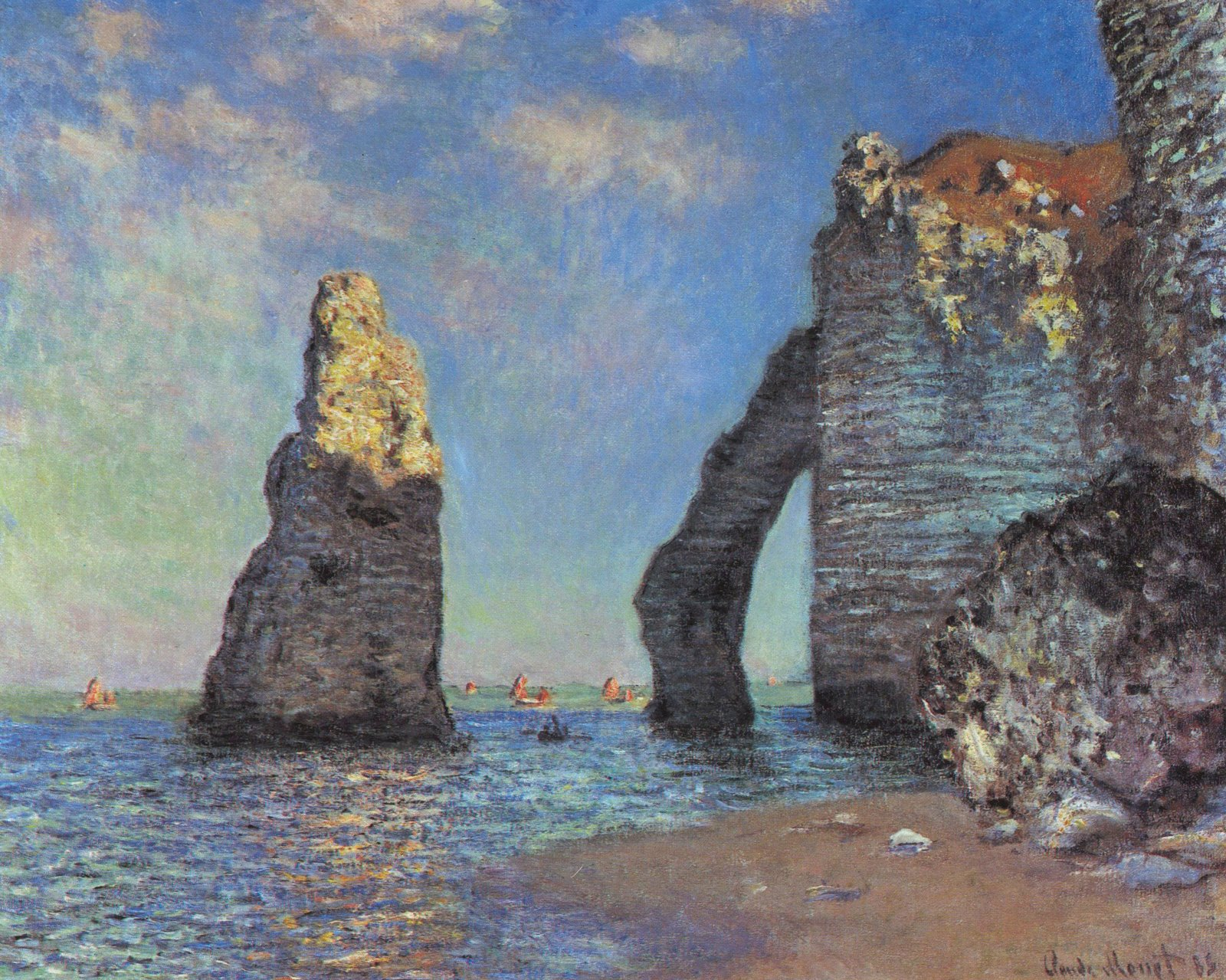
Claude Monet, Klif w Etretat, 1885
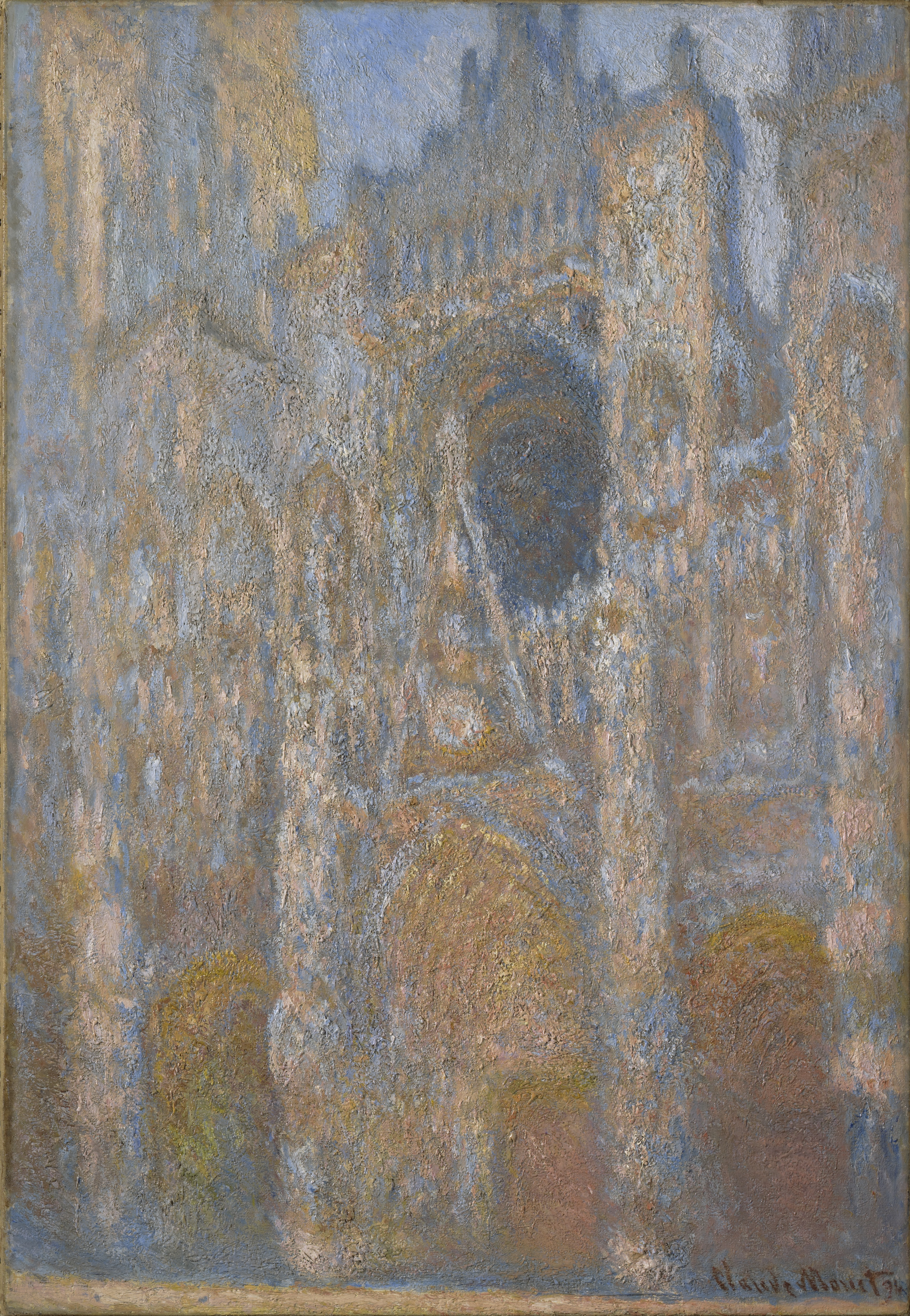
Claude Monet, Katedra w Rouen, fasada w promieniach słonecznych, 1894

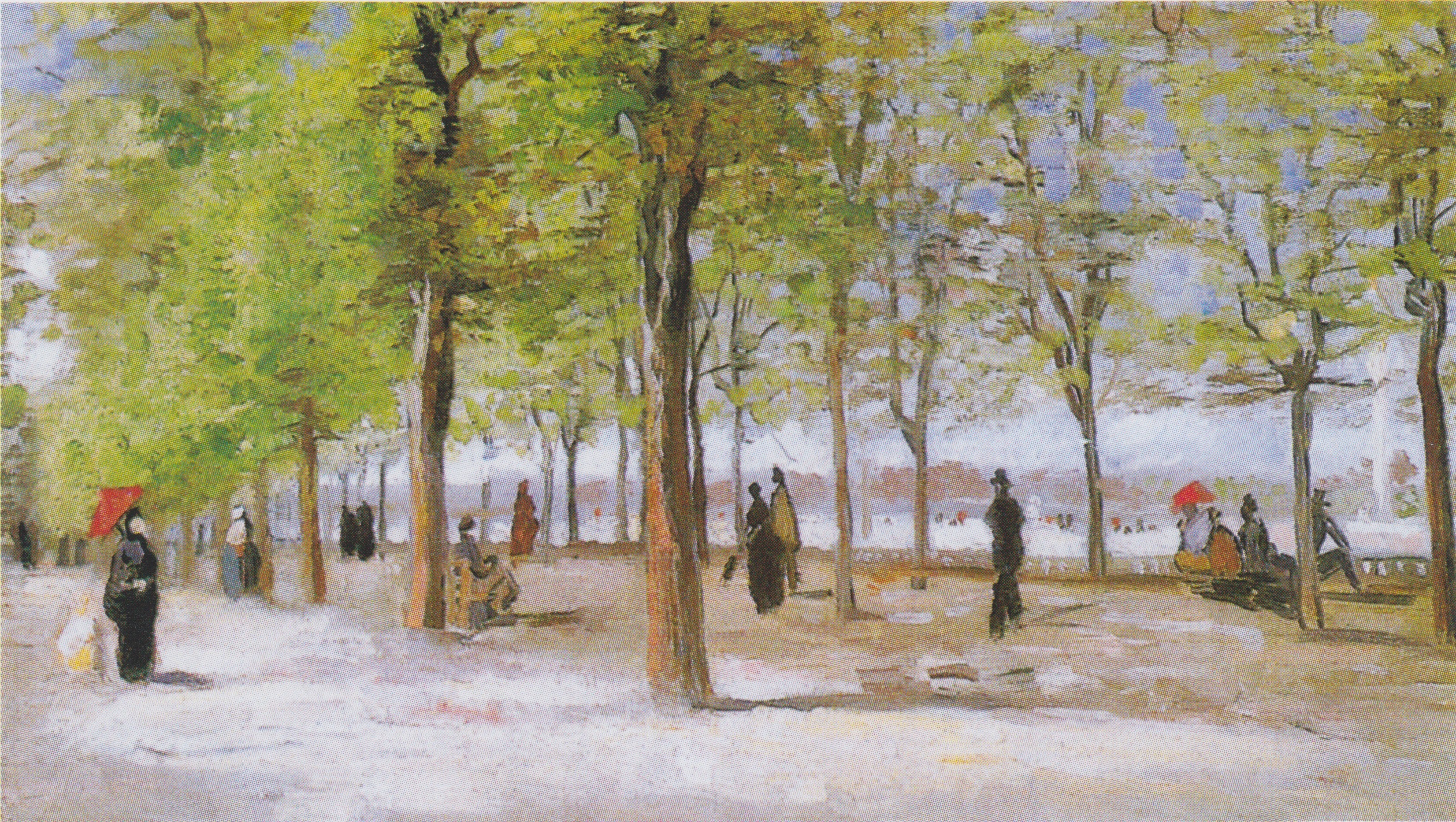
Vincent van Gogh, Alejka w Ogrodzie Luksemburskim, 1886
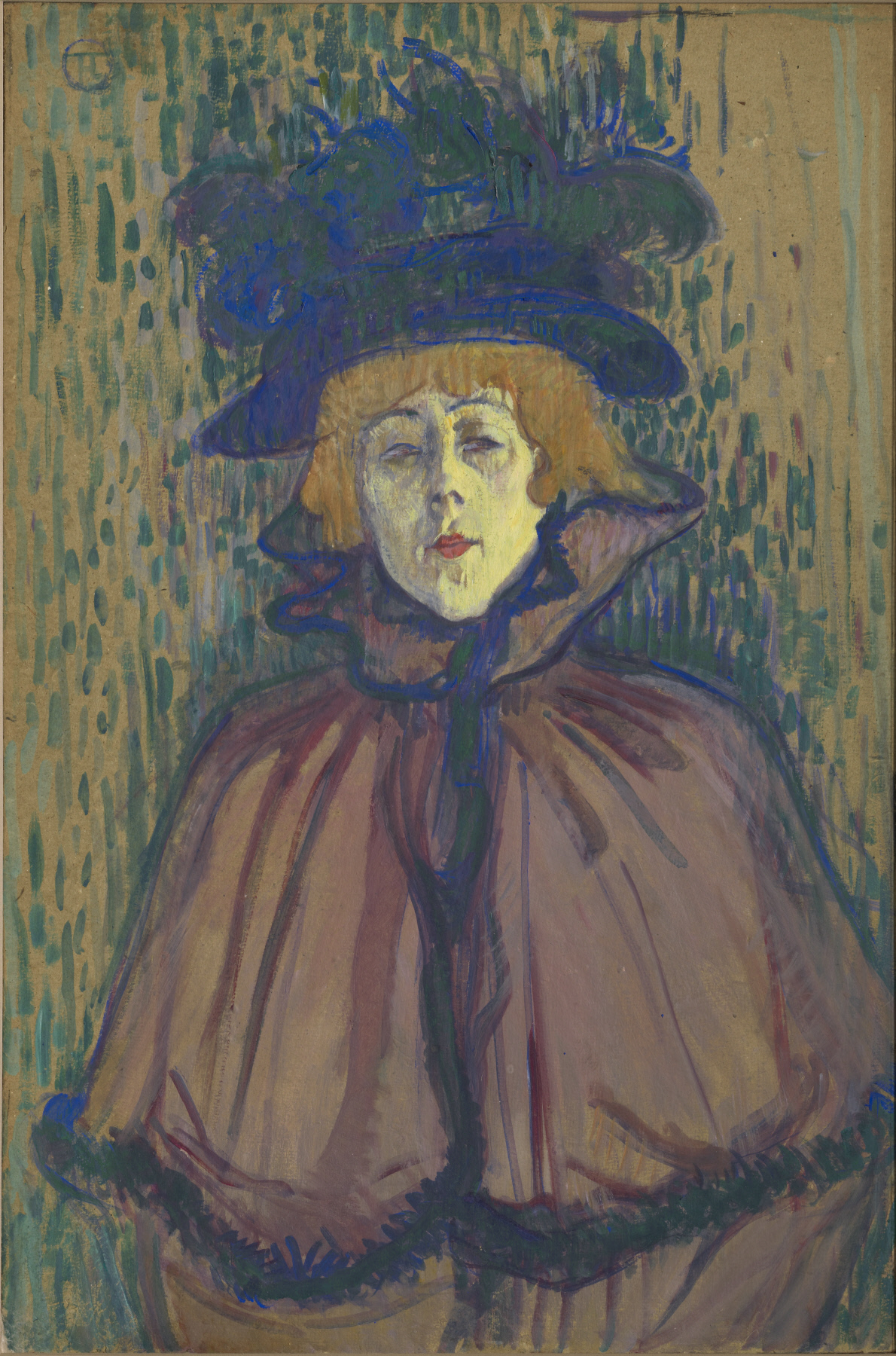
Henri de Toulouse-Lautrec, Jane Avril, 1892
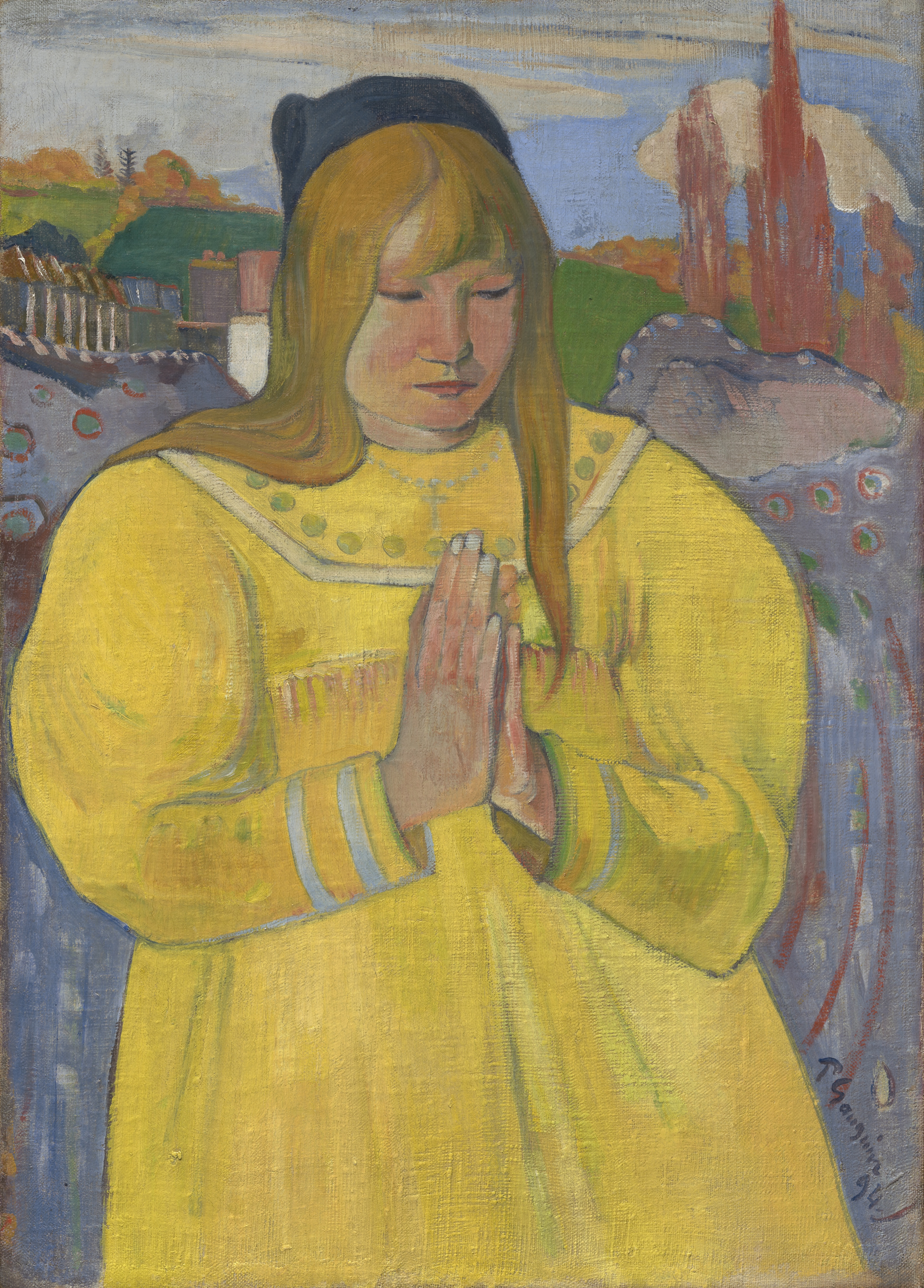
Paul Gauguin, Modląca się Bretonka, 1894

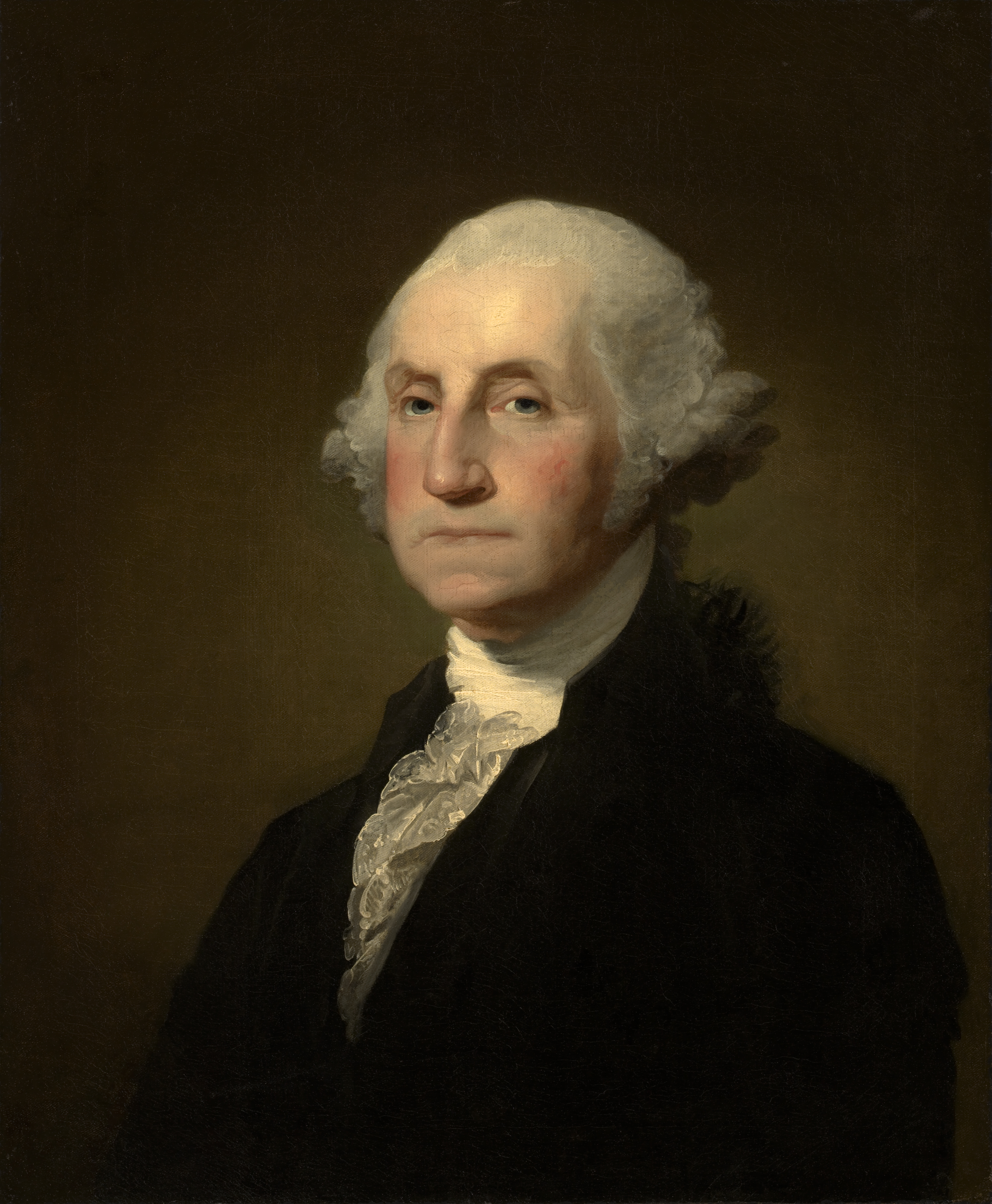
Gilbert Charles Stuart, George Washington, 1797
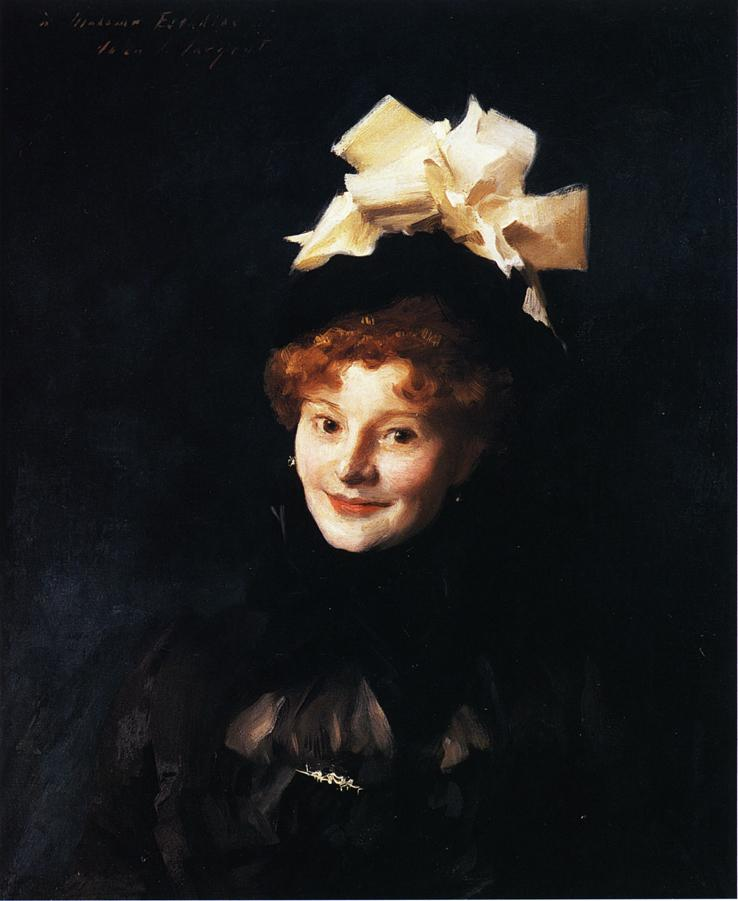
John Singer Sargent, Madame Paul Escudier, 1882
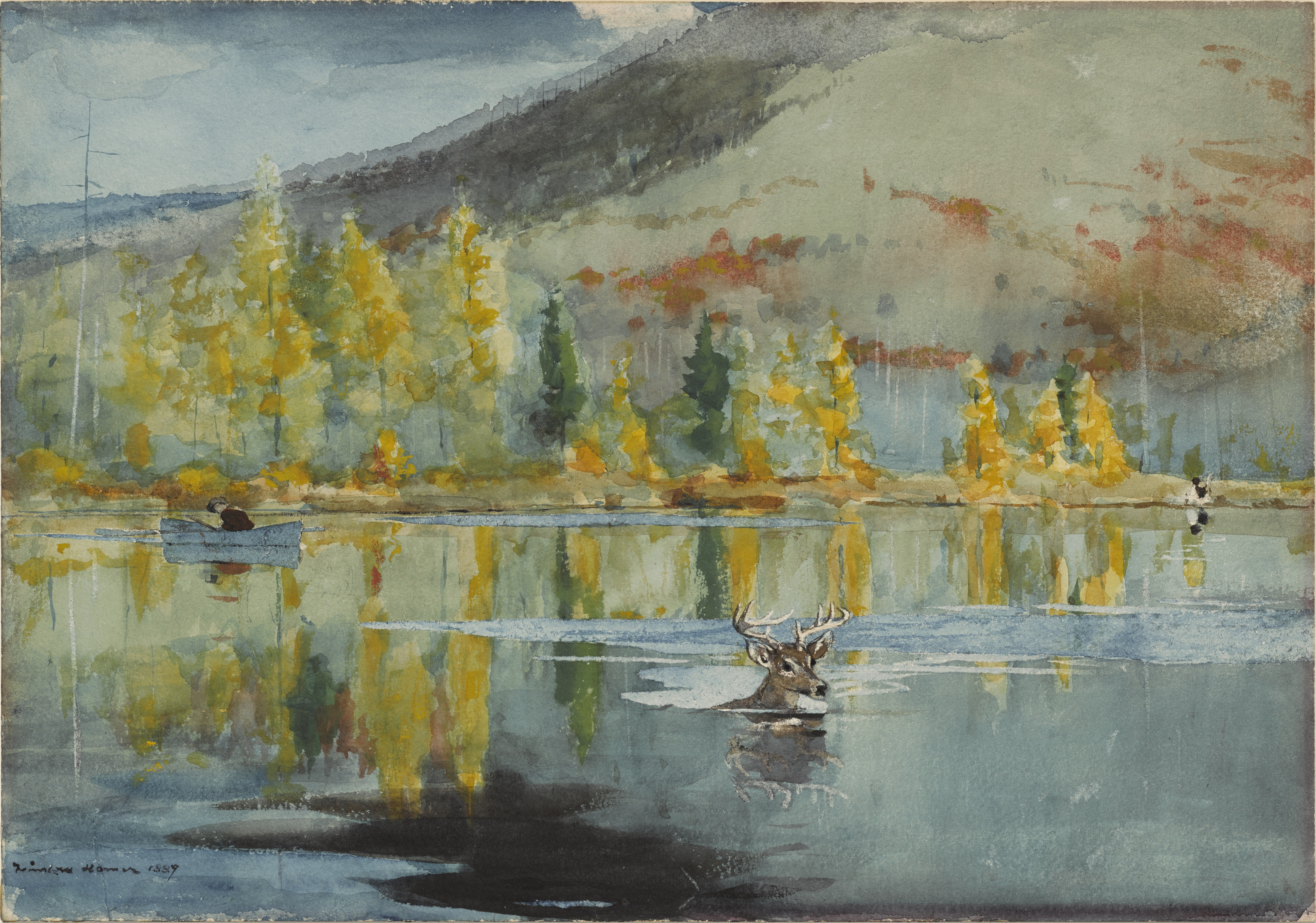
Winslow Homer, Październikowy dzień, 1889
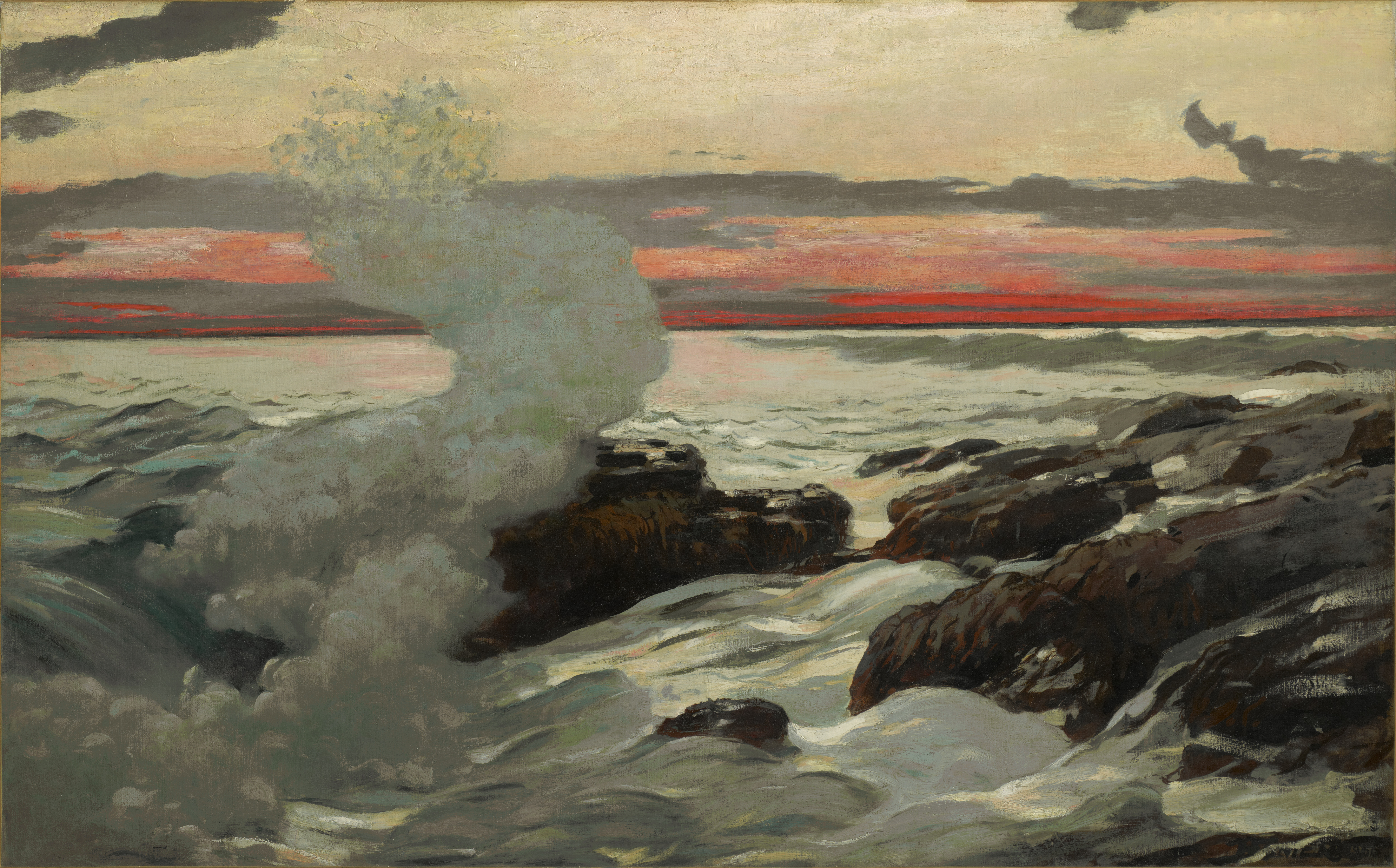
Winslow Homer, West Point, Prout’s Neck, 1900